# Millencolin
Millencolin es una banda sueca de punk rock formada en Örebro, en octubre de 1992. Sus miembros fundadores son Nikola Sarcevic (bajo y voz principal), Erik Ohlsson (guitarra) y Mathias Färm (guitarra). El baterista Fredrik Larzon se uniría al grupo a comienzos de 1993. El nombre Millencolin deriva del truco de skate "Melancholy".
Los álbumes de la banda son distribuidos en Estados Unidos por el sello Epitaph Records, mientras que en el resto del mundo quien se encarga de hacerlo es la casa discográfica sueca Burning Heart Records. 
Tras su primer álbum, Same Old Tunes, con la mayoría de componentes sin haber traspasado la barrera de los 20 años, se confirmaron como uno de los grupos punteros del hardcore melódico, posición que reforzaron tras la publicación de álbum Life on a Plate. Tras la publicación de su cuarto disco, Pennybridge Pioneers, su popularidad en el mundo del punk aumentó. Más tarde publicaron el controvertido Home from Home, con un claro cambio de tendencia hacia el rock.

## Historia
Erik Ohlsson, Mathias Färm y Nikola Sarcevic formaron la banda en Örebro, en Suecia. Antes de este tiempo desempeñado en diferentes bandas (punk) en Suecia. Erik fue la guitarra en "Charles Harfager" Nikola y Mathias tenían su propio grupo, el "Seigmenn. Los 87 novicios ve con el patín. Se decidió entonces formar su propia "skate-rock band". Su nombre viene de un truco de skate, la melancolía (más conocido como "aire triste"), se cambió el nombre para que suene más actual. Grabaron un demo de 10 canciones de nuevo en el 93 llamada "Goofy". Poco después de Larzon formar parte de la banda, formó parte de "Kung Punk". Frederik Larzon tomó el lugar de la batería improvisado se convirtió en el segundo guitarrista.
La banda se compone de lo que es la composición actual de Millencolin:
Nikola Sarcevic - bajo, coros
Erik Ohlsson - guitarra
Mathias Färm (exbatería) - Guitarra
Frederik Larzon - batería
En el verano del '93 hizo otra maqueta más de 10 piezas: "melack. Las canciones contenidas en esta demo se encuentran ahora en otras compilaciones. El demo fue enviado a la "Burning Heart Records", en respuesta al grupo propuso la creación de un solo CD. En noviembre del 93 se grabó un CD de seis individuales, "Use Your Nose", las canciones son una reminiscencia de una nueva versión de "Pain" de "Goofy" y "melack" de "melack.
Inmediatamente a cada gustaba Millencolin y empezó a tocar sus canciones, incluso fuera de su ciudad natal, Örebro. El "Burning Heart Records" se define muy satisfechos y Millencolin propuesta para producir un documento con su sello. Cinco meses más tarde se produjo el segundo CD single "Skauch", que era en realidad un anticipo de su nuevo álbum, sólo dos de las seis canciones que lo componen son sus propias creaciones, los otros cuatro eran versiones.

## El primer registro
Mathias FarmIn agosto del 94 se pasó de los estudios de Unisound donde grabaron su primer álbum, Tiny Tunes de este disco son recordados "mr. Clean", "de ataque" y "Leona. De la huelga entra en las listas de éxitos en Suecia y un clip de vídeo se creó y produjo un disco solo para esta canción. En el '94 Millencolin participó en más de 100 ejecuciones sólo en Suecia.
95 En ambos estudios de "Burning Heart Records" es el de "Unisound" se trasladó a Örebro. En agosto de ese año se grabó su segundo álbum Life on a Plate, pero que fue comercializado en octubre. recuerdo de este disco "El oro", "The Story of My Life", que se hizo en un vídeo musical en "Move Your Car", "Friends Till The End". Estos son sólo 4 del total de 14 canciones en el disco.
Han participado en numerosos festivales (24) incluyendo una en Noruega y uno en Dinamarca. Este álbum alcanzó la cuarta posición en el ranking nacional. En septiembre del '95 comenzó su primera gira fuera de Escandinavia. Se realizó una gira de 10 conciertos en Alemania como teloneros de Pennywise. Un par de semanas después darian su primer tour europeo "privado" en Suiza, Francia, Inglaterra y Alemania.
Al final del '95 Brett Gurewitz, guitarrista de Bad Religion y fundador de Epitaph Records"(el sello independiente más importante) entra en contacto con el grupo para tratar de distribuir Life on a Plate y firmar un contrato para los EE.UU. El álbum fue lanzado en el '96. En ese año Millencolin participó en varias giras. En total, hay más de 150 espectáculos, casi uno cada 3 días.
"Burning Heart Records" tenía muchos problemas a causa del nombre de su primer álbum, "Tiny Tunes" (como la caricatura "Warner Bros"), que fue cambiado a Same Old Tunes. El contenido siguió siendo el mismo.
El tercer álbum For Monkeys fue lanzado en agosto 21, '97, un adelanto del disco con 3 singles se lanzó en marzo y contenía tres canciones: "Lozin Must", "Vixen" y una versión de "Desmond Dekkers". La gira de este álbum, comenzó en mayo del '97 a su fin después de más de un año, en agosto del 98. La gira incluye paradas en Europa, Australia, Japón, EE.UU., Canadá, Brasil y Argentina: en total hicieron casi 200 espectáculos.
Después de más de 500 actuaciones en 5 continentes y de haber pasado 3 años a 5 Millencolin comienzo de la aventura lejos de casa y de sus familias, el grupo decidió tomarse un descanso indefinido.

## La pausa: 1997-1999
Nikola SarcevicIl ve '99 sacó a la luz nuevos proyectos. Un DVD titulado MILLENCOLIN y el Hi-8 Adventures es más que un conjunto de 23 canciones en 76 minutos tomadas de material vivo, video clips y la historia de varios video de Millencolin. Más o menos al mismo tiempo se puso de manifiesto The Melancholy Collection, una colección de los primeros sencillos de 2cd y otras canciones de otras colecciones fuera de la producción oficial de un gran distribución, el producto final era una colección de 22 canciones y abarca desde 1993 hasta 1998 .
En el '99 energías se volvió y Millencolin decidió que era hora de escribir un nuevo álbum. Brett contactó con Epitaph Records, que accedió a grabar y producir su nuevo álbum. Entraron en lo que fue, para ellos, una leyenda ", Westbweach Studios en Hollywood, California (EE.UU.). A la izquierda y luego a Hollywood AFFA finales de julio con el objetivo de grabar su cuarto álbum. Recién inscritos considera que el cambio de la atmósfera sería beneficioso para la producción. Comenzó la producción de lo que se convirtió en Pennybridge Pioneers (traducción literaria de su ciudad natal, del sueco al Inglés-horas: Penny Bro: Bridge), que fue lanzado el 21 de febrero de 2000. No esperaron más y se fueron inmediatamente para la gira a comenzar la "Pennybridge Pioneers World Tour" a principios de febrero en Wellington en Nueva Zelanda, seguido por una visita a Australia. En Nueva Zelanda y Australia, el CD se distribuyó con 2 semanas de anticipación.
Devuelto a la víspera de la distribución de Örebro Suecia para asistir a una fiesta en su honor, organizado por el "Burning Heart Records", donde tocaron para sus amigos.
Luego participó en los Estados Unidos a 2 puntos de "Punk-O-Rama" y "Warped Tour" que los vio comprometidos durante siete semanas, 2 giras europeas para varios festivales en diferentes ciudades y celebrar una segunda gira por Australia. 115 muestras se añadieron a la lista y aumentó a más de 600 actuaciones. Entre una pausa y el otro musical de esta temporada fueron a Los Ángeles, donde grabaron 2 videos de "Penguins & Polarbears" y "Fox".
Después de la última fiesta a la que asistieron los "pioneros de Pennybridge" festival "lívida en Brisbane, Australia, en octubre de 2000, se comenzaron a escribir nuevas canciones. Esta vez se decidió volver a Suecia para la producción, fue recomendado por unos amigos al "Registro de Samos" como productor Lou Giordano, que fue inmediatamente en contacto y comenzó a trabajar con la banda para el nuevo álbum.
Antes de la grabación se llevó a acuerdos con "The Offspring" como partidarios de su gira por Estados Unidos y algunos festivales de verano. El 11 de septiembre 2001 Lou recibió el aeropuerto de Estocolmo Arlanda procedentes de Nueva York. El avión de Lou era el último vuelo directo desde Newark a Suecia antes del desastre en el World Trade Center. Este episodio afectó al registro de la disco a medida que se hacía sentir claramente componente.Todas las pruebas se llevaron a cabo en el "Soundlab Mathias Studios en Örebro, pero el registro se llevó a cabo en el" Little Big Room Studios "en un suburbio de Haninge Estocolmo. El álbum "Home From Home" tomó un mes de grabación. La canción homónima del álbum fue una reflexión sobre el hecho de que la banda se había convertido para ellos en una familia, un segundo hogar.
La gira de este estilo de tomas registro del pasado, haciendo con un par de semanas antes en Australia y Nueva Zelanda, el disco que el resto del mundo y regresar a Suecia a Örebro para la liberación de todo el mundo por favor pegadme un tiro cómo puede estar tan mal escrito este artículo y la fiesta en un club de ciudad. La visita fue seguida por etapas en Norte América y Europa participando en varios festivales de verano.

## El décimo aniversario
En octubre de 2002, se celebró el 10 º aniversario de la en el "Club 700" en Örebro y el inicio del concurso anual de skateboard en su "parque Brädcentralen" abierta "Millencolin". Que nosotros "Mr. Brett" de "Bad Religion" y dueño de Epitaph Records participó como tercera guitarra de "Fox" e interpretar una canción de la BR "American Jesus".
Así que la 'Casa de la gira local continuó en enero de 2003 con el "Big Day Out Festival en Nueva Zelanda, seguido por una gira en Gran Bretaña, de gira por toda Suecia y uno en la costa oeste estadounidense. Estaba programado para realizar un recorrido, incluso en la costa este, pero debido a un trágico accidente a un familiar de un integrante de su gira fue interrumpido. La gira en la costa este se reanudó en noviembre de 2003.
En 2004 se comenzó a tratar los nuevos sonidos y para escribir nuevas canciones para su sexto álbum. La participación en otros festivales de verano. En el año 2005 se dio su actualmente último álbum distribuido "Kingwood Millencolin", que tiene el sonido de algunos momentos del pasado como en "bifteki Supernova".
2005 y 2006 están involucrados, para "Kingwood World Tour", que termina con la "Leeds Festival" en Gran Bretaña el 27 de agosto de 2006.
Millencolin se reunirá en el 2007 para la grabación de lo que será su séptimo álbum, Machine 15. Las grabaciones comenzaron el viernes, octubre 26 del 2007 en los estudios de laboratorio de sonido en Örebro. Una vez más, decide trabajar con Lou Giordano (productor del álbum Home From Home). La mezcla de audio comienza el 28 de noviembre en Berlín bajo la supervisión de Lou y Michael Ilbert en Hansa Studios. El 15 de diciembre comienza la masterización del disco en el Sterling Sound en Nueva York por George Marino. La fecha de salida es en abril 7 del 2008 en Europa. En Australia, como ya ocurrió en el pasado, el álbum será lanzado unas semanas antes de la del mercado europeo, o de marzo 22 de 2008, el mercado de los EE.UU. El álbum será lanzado en mayo 6, 2008, mientras que en Japón el álbum se venderá a partir del 21 de mayo de 2008.

## Discografía

### Álbumes de estudio
- Tiny Tunes (1994) (reeditado como Same Old Tunes en 1998)
- Life on a Plate (1995)
- For Monkeys (1997)
- Pennybridge Pioneers (2000)
- Home from Home (2002)
- Kingwood (2005)
- Machine 15 (2008)
- True Brew (2015)
- SOS (2019)

### Sencillos
- «Da Strike» (1994)
- «The Story of My Life» (1995)
- «Move Your Car» (1996)
- «Lozin' Must» (1997)
- «Twenty Two» (1997)
- «Penguins & Polarbears» (2000)
- «Fox» (2000)
- «No Cigar» (2001)
- «Kemp» (2002)
- «Man or Mouse» (2002)
- «Battery Check / E20 Norr»(2003)
- «Ray» (2005)
- «Shut You Out» (2005)
- «Detox» (2008)
- «Broken World» (2008)
- «Örebro» (2009)

### Demos
- Goofy (1992)
- Melack (1993)

### Recopilatorios
- The Melancholy Collection (1999)
- The Melancholy Connection (2012)

### Otros
- Millencolin and the HI-8 Adventures (Vídeo) (1999)

## Trivia
- Apariciones en videojuegos:
  - La canción "No Cigar" aparece en Tony Hawk's Pro Skater 2 desarrollado por Neversoft y publicado por Activision